# Central Falls
Central Falls es una ciudad ubicada en el condado de Providence en el estado estadounidense de Rhode Island. En el año 2010 tenía una población de 19.376 habitantes y una densidad poblacional de 5802 personas por km². Es la ciudad más pequeña y más densamente poblada del estado más pequeño. La ciudad toma su nombre de una caída de agua en el Río Blackstone.
En mayo del año 2010, la ciudad entró en suspensión de pagos, luego, al siguiente año entró en bancarrota.

## Geografía
Central Falls se encuentra ubicada en las coordenadas 41°53′30″N 71°23′28″O / 41.89167, -71.39111. Según la Oficina del Censo, la ciudad tiene un área total de 3,34 km² (1,3 mi²), de la cual 3,1 km² (1,2 mi²) es tierra y 0,2 km² (0,1 mi²) (6.20%) es agua.

## Demografía
Según la Oficina del Censo en 2000 los ingresos medios por hogar en la localidad eran de $22,628, y los ingresos medios por familia eran $26,844. Los hombres tenían unos ingresos medios de $23,854 frente a los $18,544 para las mujeres. La renta per cápita para la localidad era de $10,825. Alrededor del 29.0% de la población estaban por debajo del umbral de pobreza.

## Educación

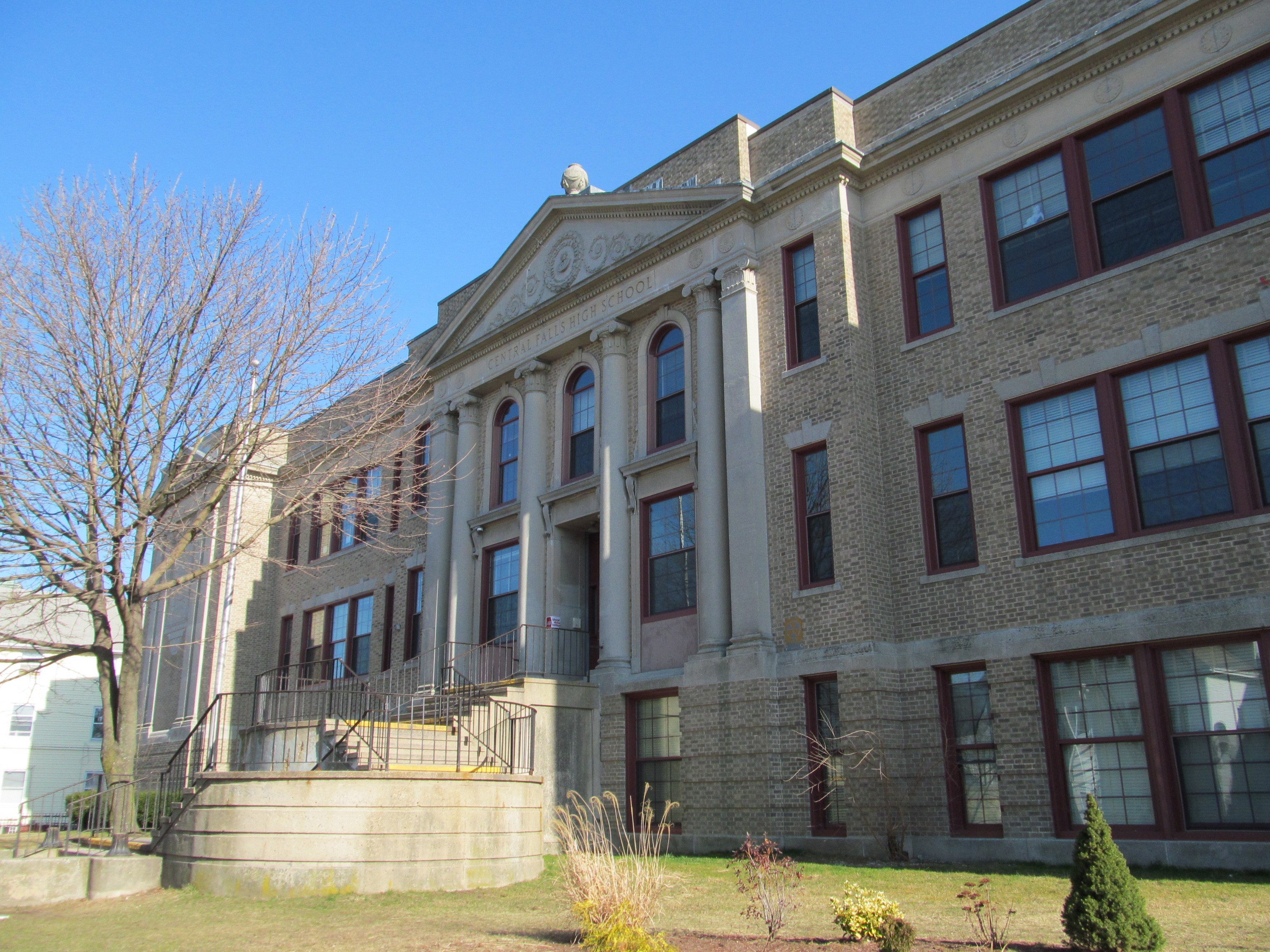
Central Falls High School.

El Distrito Escolar de Central Falls gestiona las escuelas públicas que sirvan a la ciudad.